# Сток-Новий
Сток-Новий (пол. Stok Nowy) — село в Польщі, у гміні Блашки Серадзького повіту Лодзинського воєводства.
Населення — 137 осіб (2011).
У 1975-1998 роках село належало до Серадзького воєводства.

## Демографія
Демографічна структура станом на 31 березня 2011 року:
|          | Загалом | Допрацездатний вік | Працездатний вік | Постпрацездатний вік |
| -------- | ------- | ------------------ | ---------------- | -------------------- |
| Чоловіки | 73      | 16                 | 52               | 5                    |
| Жінки    | 64      | 19                 | 32               | 13                   |
| Разом    | 137     | 35                 | 84               | 18                   |